# 岐阜県道87号久々野朝日線
岐阜県道87号久々野朝日線 （ぎふけんどう87ごう くぐのあさひせん）は、岐阜県高山市久々野町から同市朝日町甲に至る主要地方道（岐阜県道）である。

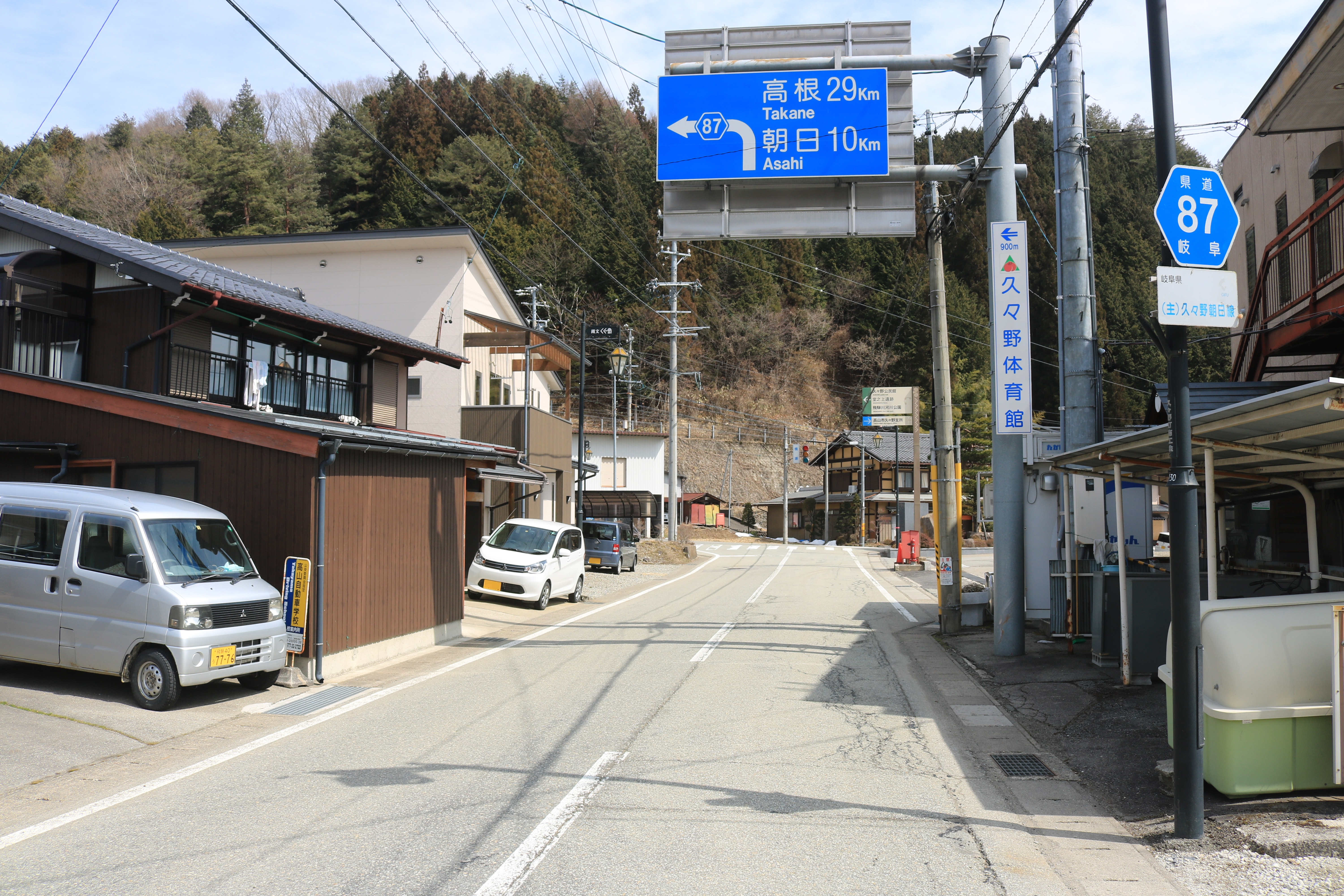
岐阜県道87号久々野朝日線、高山市久々野町無数河にて

## 概要
高山市久々野町（旧大野郡久々野町）無数河の国道41号交点が起点。高山市久々野支所付近の橋場交差点を左折、しばらくして久々野交差点を右折する。JR高山本線をくぐり、飛騨川右岸に沿って北東へ進む。久々野町大西で高山市街地方面へのアクセス道路国道361号「美女街道」に接続。ここから国道との重複区間となり、飛騨川を渡ると、高山市朝日町（旧大野郡朝日村）に入る。同市高根町方面へと向かう国道361号の交点となる高山市朝日町甲交差点が終点。以前は美女峠区間が国道361号であったが、降格となった。

### 路線データ
- 始点：岐阜県高山市久々野町 無数河交差点（国道41号交点）
- 終点：岐阜県高山市朝日町 甲交差点（国道361号交点）
- 総延長：約8.34km

## 重複区間
- 高山市久々野町大西 - 高山市朝日町甲：国道361号

## 地理
途中、飛騨川を渡る。

### 通過する自治体
- 岐阜県
  - 高山市

### 接続路線
- 国道41号（高山市久々野町 無数河交差点）
- 国道361号「美女街道」（高山市久々野町大西）
- 国道361号（岐阜県高山市朝日町 甲交差点）

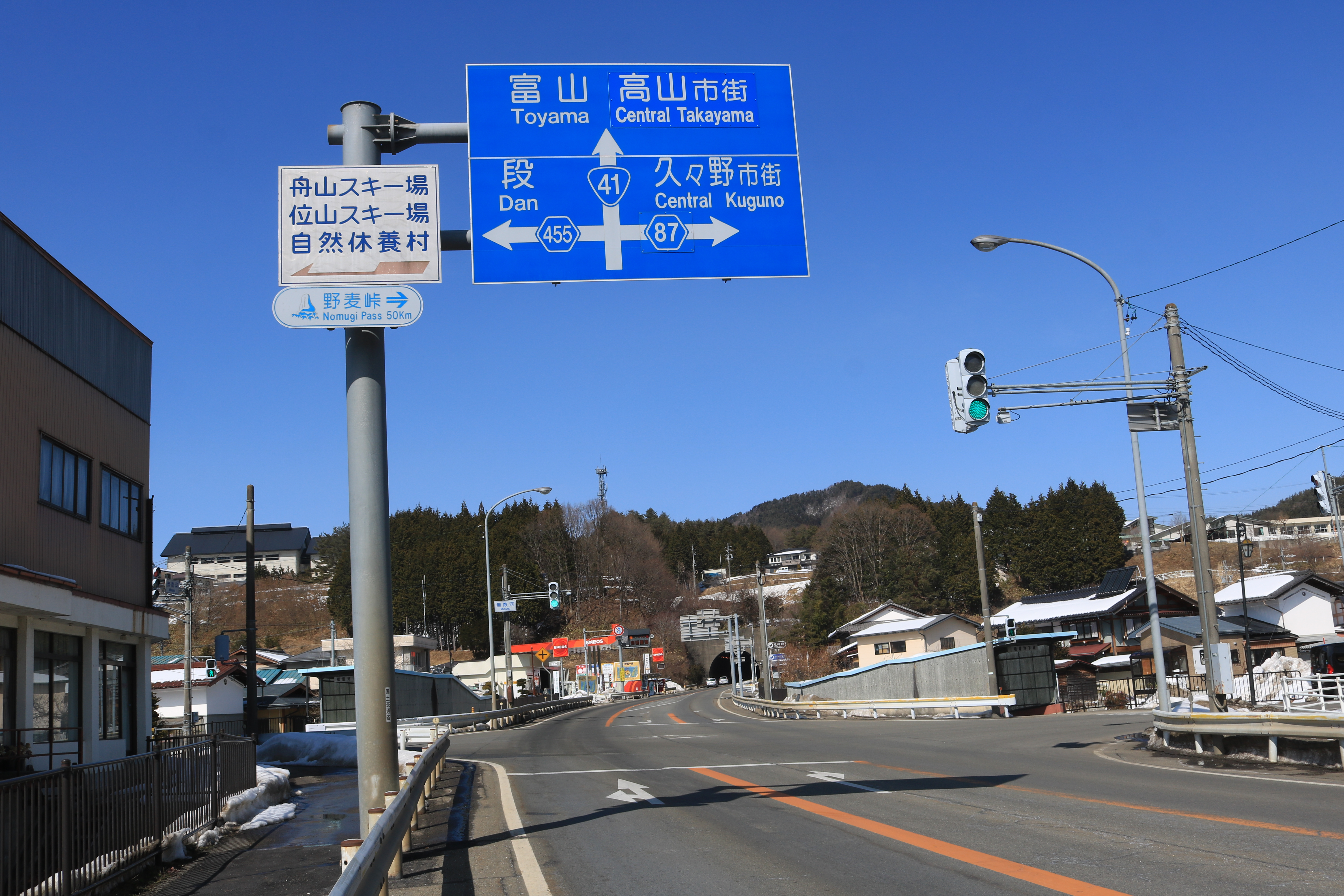
国道41号と岐阜県道455号段久々野線との無数河交差点、高山市久々野町無数河にて
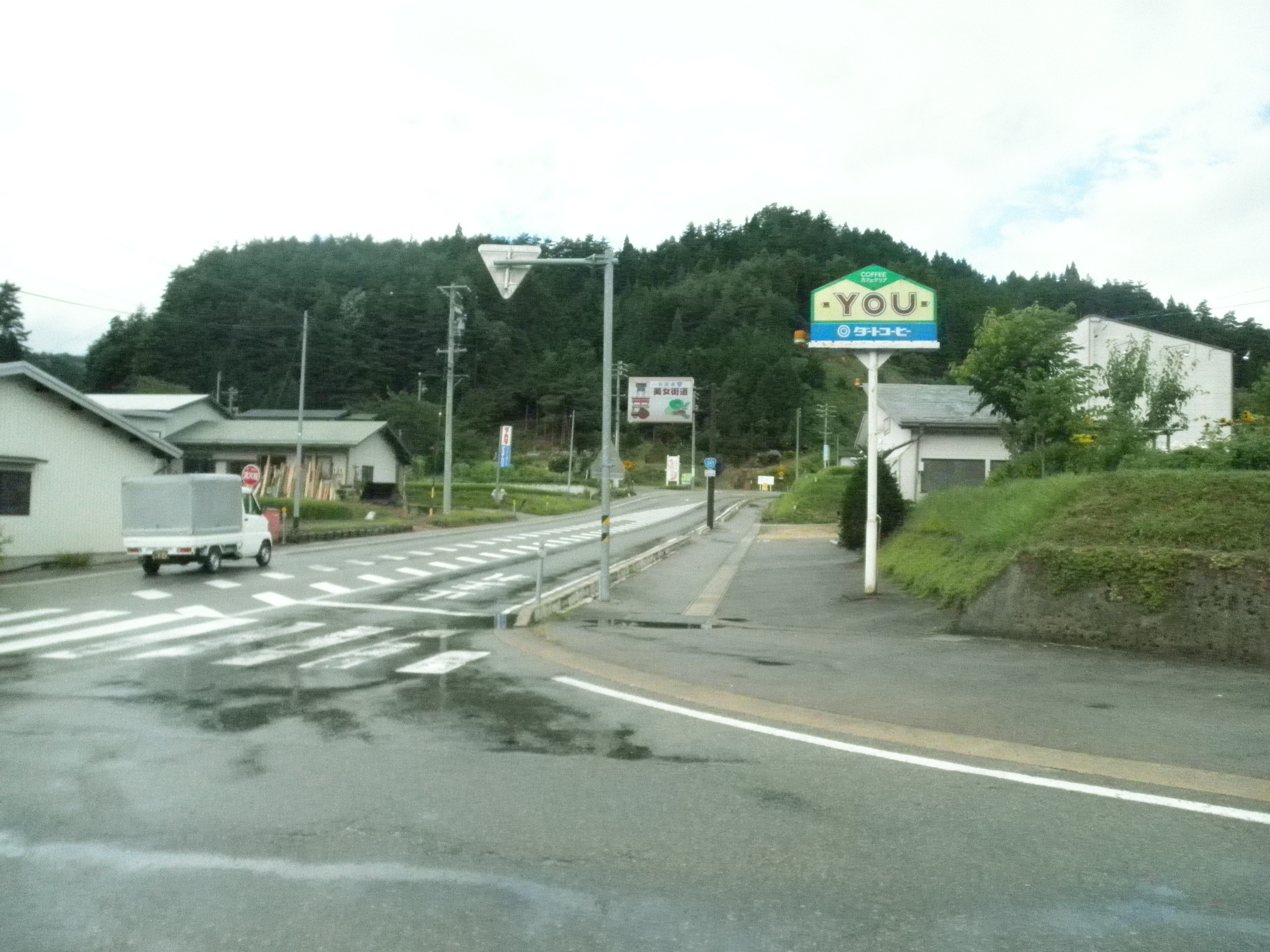
国道361号との交点、高山市久々野町大西にて

## 周辺
- 高山市役所久々野支所
- 高山市立久々野小学校
- 高山市立久々野中学校
- JR高山本線 久々野駅
- 高山市消防本部大野分署
- 久々野歴史民俗資料館
- 堂之上遺跡
- 美女ヶ池
- 美女高原

## 別名
- 飛騨もも街道（飛騨市、高山市）